# Screen Actors Guild Awards 2020
La cerimonia di premiazione della 26ª edizione dei Screen Actors Guild Awards ha avuto luogo il 19 gennaio 2020 ed è stata trasmessa in diretta negli Stati Uniti dalle emittenti TNT e TBS. Le candidature sono state annunciate dalle attrici America Ferrera e Danai Gurira l'11 dicembre 2019.

## Cinema

### Migliore attore protagonista
- Joaquin Phoenix – Joker
- Christian Bale – Le Mans '66 - La grande sfida (Ford v Ferrari)
- Leonardo DiCaprio – C'era una volta a... Hollywood (Once Upon a Time... in Hollywood)
- Adam Driver – Storia di un matrimonio (Marriage Story)
- Taron Egerton – Rocketman

### Migliore attrice protagonista
- Renée Zellweger – Judy
- Cynthia Erivo – Harriet
- Scarlett Johansson – Storia di un matrimonio (Marriage Story)
- Lupita Nyong'o – Noi (Us)
- Charlize Theron – Bombshell - La voce dello scandalo (Bombshell)

### Migliore attore non protagonista
- Brad Pitt – C'era una volta a... Hollywood (Once Upon a Time... in Hollywood)
- Jamie Foxx – Il diritto di opporsi (Just Mercy)
- Tom Hanks – Un amico straordinario (A Beautiful Day in the Neighborhood)
- Al Pacino – The Irishman
- Joe Pesci – The Irishman

### Migliore attrice non protagonista
- Laura Dern – Storia di un matrimonio (Marriage Story)
- Scarlett Johansson – Jojo Rabbit
- Nicole Kidman – Bombshell - La voce dello scandalo (Bombshell)
- Jennifer Lopez – Le ragazze di Wall Street - Business Is Business (Hustlers)
- Margot Robbie – Bombshell - La voce dello scandalo (Bombshell)

### Miglior cast cinematografico
- Parasite (Gisaenchung)

Jang Hye-jin, Cho Yeo-jeong, Choi Woo-shik, Jung Hyun-joon, Jung Ziso, Lee Jung-eun, Lee Sun-kyun, Park So-dam e Song Kang-ho
- Bombshell - La voce dello scandalo (Bombshell)

Connie Britton, Allison Janney, Nicole Kidman, John Lithgow, Malcolm McDowell, Kate McKinnon, Margot Robbie e Charlize Theron
- C'era una volta a... Hollywood (Once Upon a Time... in Hollywood)

Austin Butler, Julia Butters, Bruce Dern, Leonardo DiCaprio, Dakota Fanning, Emile Hirsch, Damian Lewis, Mike Moh, Timothy Olyphant, Al Pacino, Luke Perry, Brad Pitt, Margaret Qualley e Margot Robbie
- The Irishman

Bobby Cannavale, Robert De Niro, Stephen Graham, Harvey Keitel, Al Pacino, Anna Paquin, Joe Pesci e Ray Romano
- Jojo Rabbit

Alfie Allen, Roman Griffin Davis, Scarlett Johansson, Thomasin McKenzie, Stephen Merchant, Sam Rockwell, Taika Waititi e Rebel Wilson

### Migliori controfigure cinematografiche
- Avengers: Endgame
- C'era una volta a... Hollywood (Once Upon a Time... in Hollywood)
- The Irishman
- Joker
- Le Mans '66 - La grande sfida (Ford v Ferrari)

## Televisione

### Migliore attore in un film televisivo o mini-serie
- Sam Rockwell – Fosse/Verdon
- Mahershala Ali – True Detective
- Russell Crowe – The Loudest Voice - Sesso e potere (The Loudest Voice)
- Jared Harris – Chernobyl
- Jharrel Jerome – When They See Us

### Migliore attrice in un film televisivo o mini-serie
- Michelle Williams – Fosse/Verdon
- Patricia Arquette – The Act
- Toni Collette – Unbelievable
- Joey King – The Act
- Emily Watson – Chernobyl

### Migliore attore in una serie commedia
- Tony Shalhoub – La fantastica signora Maisel (The Marvelous Mrs. Maisel)
- Alan Arkin – Il metodo Kominsky (The Kominsky Method)
- Michael Douglas – Il metodo Kominsky (The Kominsky Method)
- Bill Hader – Barry
- Andrew Scott – Fleabag

### Migliore attrice in una serie commedia
- Phoebe Waller-Bridge – Fleabag
- Christina Applegate – Amiche per la morte - Dead to Me (Dead to Me)
- Alex Borstein – La fantastica signora Maisel (The Marvelous Mrs. Maisel)
- Rachel Brosnahan – La fantastica signora Maisel (The Marvelous Mrs. Maisel)
- Catherine O'Hara – Schitt's Creek

### Migliore attore in una serie drammatica
- Peter Dinklage – Il Trono di Spade (Game of Thrones)
- Sterling K. Brown – This Is Us
- Steve Carell – The Morning Show
- Billy Crudup – The Morning Show
- David Harbour – Stranger Things

### Migliore attrice in una serie drammatica
- Jennifer Aniston – The Morning Show
- Helena Bonham Carter – The Crown
- Olivia Colman – The Crown
- Jodie Comer – Killing Eve
- Elisabeth Moss – The Handmaid's Tale

### Miglior cast in una serie drammatica
- The Crown

Mario Bailey, Helena Bonham Carter, Olivia Colman, Charles Dance, Ben Daniels, Erin Doherty, Charles Edwards, Tobias Menzies, Josh O'Connor, Sam Phillips, David Rintoul e Jason Watkins
- Big Little Lies - Piccole grandi bugie (Big Little Lies)

Ian Armitage, Darby Camp, Cameron Crovetti, Nicholas Crovetti, Laura Dern, Martin Donovan, Merrin Dungey, Crystal Fox, Ivy George, Nicole Kidman, Zoë Kravitz, Kathryn Newton, Jeffrey Nordling, Denis O'Hare, Adam Scott, Alexander Skarsgård, Douglas Smith, Meryl Streep, James Tupper, Robin Weigert, Reese Witherspoon e Shailene Woodley
- The Handmaid's Tale

Alexis Bledel, Madeline Brewer, Amanda Brugel, Ann Dowd, O. T. Fagbenle, Joseph Fiennes, Kristen Gutoskie, Nina Kiri, Ashleigh LaThrop, Elisabeth Moss, Yvonne Strahovski, Bahia Watson, Bradley Whitford e Samira Wiley
- Stranger Things

Millie Bobby Brown, Cara Buono, Jake Busey, Natalia Dyer, Cary Elwes, Priah Ferguson, Brett Gelman, David Harbour, Maya Hawke, Charlie Heaton, Andrey Ivchenko, Joe Keery, Gaten Matarazzo, Caleb McLaughlin, Dacre Montgomery, Michael Park, Fransca Reale, Winona Ryder, Noah Schnapp, Sadie Sink e Finn Wolfhard
- Il Trono di Spade (Game of Thrones)

Alfie Allen, Pilou Asbæk, Jacob Anderson, John Bradley, Gwendoline Christie, Emilia Clarke, Nikolaj Coster-Waldau, Ben Crompton, Liam Cunningham, Joe Dempsie, Peter Dinklage, Richard Dormer, Nathalie Emmanuel, Jerome Flynn, Iain Glen, Kit Harington, Lena Headey, Isaac Hempstead-Wright, Conleth Hill, Kristofer Hivju, Rory McCann, Hannah Murray, Staz Nair, Daniel Portman, Bella Ramsey, Richard Rycroft, Sophie Turner, Rupert Vansittart e Maisie Williams

### Miglior cast in una serie commedia
- La fantastica signora Maisel (The Marvelous Mrs. Maisel)

Caroline Aaron, Alex Borstein, Rachel Brosnahan, Marin Hinkle, Stephanie Hsu, Joel Johnstone, Jane Lynch, Leroy McClain, Kevin Pollak, Tony Shalhoub, Matilda Szydagis, Brian Tarantina e Michael Zegen
- Barry

Nikita Bogolyubov, Darrell Britt-Gibson, D'Arcy Carden, Andy Carey, Anthony Carrigan, Troy Caylak, Rightor Doyle, Patricia Fa'Asua, Alejandro Furth, Sarah Goldberg, Nick Gracer, Bill Hader, Kirby Howell-Baptiste, Michael Irby, John Pirruccello, Stephen Root e Henry Winkler
- Fleabag

Sian Clifford, Olivia Colman, Brett Gelman, Bill Paterson, Andrew Scott e Phoebe Waller-Bridge
- Il metodo Kominsky (The Kominsky Method)

Jenna Lyng Adams, Alan Arkin, Sarah Baker, Casey Thomas Brown, Michael Douglas, Lisa Edelstein, Paul Reiser, Graham Rogers, Jane Seymour, Melissa Tang e Nancy Travis
- Schitt's Creek

Chris Elliott, Emily Hampshire, Daniel Levy, Eugene Levy, Sarah Levy, Dustin Milligan, Annie Murphy, Catherine O'Hara, Noah Reid, Jennifer Robertson e Karen Robinson

### Migliori controfigure televisive
- Il Trono di Spade (Game of Thrones)
- GLOW
- Stranger Things
- The Walking Dead
- Watchmen

## Premi speciali

### Screen Actors Guild Award alla carriera
- Robert De Niro[3]